# Joaquín Larraín Gandarillas
Monseñor Joaquín Larraín Gandarillas (Santiago, 13 de octubre de 1822-San Bernardo, 26 de septiembre de 1897) fue un arzobispo católico chileno, obispo auxiliar de la arquidiócesis de Santiago de Chile y primer rector de la Pontificia Universidad Católica de Chile entre 1888 y 1897.

## Infancia y juventud
Sus padres fueron Juan Francisco Larraín Rojas y Mercedes Gandarillas Aránguiz. Fue el sexto de un total de quince hijos, entre ellos José Patricio Larraín Gandarillas, y su infancia se desarrolló en el seno de una familia conservadora y acomodada de ascendencia vasca.
Cuando su padre falleció en 1836, debió asumir el cuidado de sus hermanos más pequeños, dedicando gran parte de su juventud a cuidarlos y educarlos. Su vida escolar se desarrolló en el Instituto Nacional. En 1844, obtuvo los títulos de licenciado en leyes y bachiller en teología.

## Sacerdocio
Después de dedicarse algunos años a la abogacía, sintió la fuerte necesidad de convertirse en sacerdote. 
Escribió connotados artículos en la Revista Católica.
Finalmente, y después de un largo periodo, Larraín Gandarillas celebró su primera misa como sacerdote en la Iglesia de la Compañía el 4 de abril de 1847.

## Labor académica en el Seminario y en la Universidad

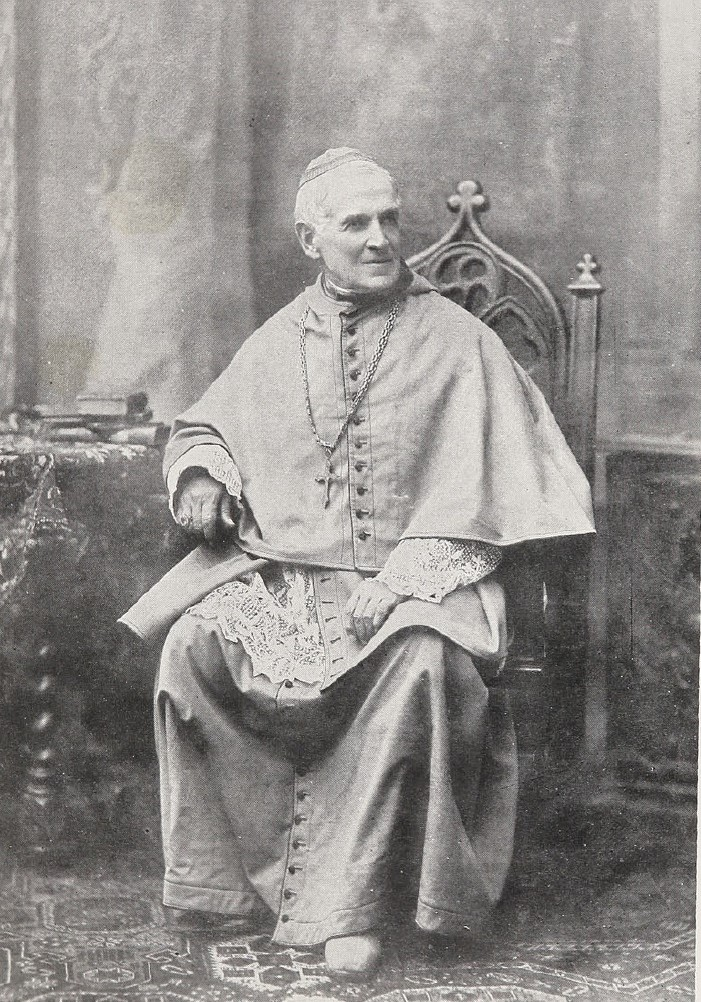
Monseñor Joaquín Larraín Gandarillas.

El arzobispo de Santiago Rafael Valentín Valdivieso le encargó la misión de modernizar el Seminario Pontificio de Santiago. Viajó por toda América y Europa para así poder desarrollar sus reformas. Una vez que volvió a Chile, siguió por 25 años en la dirección del seminario. En forma simultánea, fue miembro, desde 1852, de la ahora extinta Facultad de Teología de la Universidad de Chile.
Fue impulsor de la conmemoración del «mes de María» en Chile para celebrar la proclamación del dogma de la Inmaculada Concepción por el beato Pío IX mediante la bula Ineffabilis Deus del 8 de diciembre de 1854. 
Sin embargo, su gran labor la desarrolló como primer rector de la Pontificia Universidad Católica de Chile. Le tocó sentar, en 1888, las bases del gran proyecto educativo de la Iglesia católica en Chile durante el siglo XIX. Fue rector de la casa de estudios desde 1889 hasta su muerte en 1897.

## Carrera eclesiástica
En 1863 fue nombrado superior de la Congregación de la Providencia y en 1895 contribuyó a crear la Congregación de las Hijas de San José Protectoras de la Infancia. 
En 1877 fue nombrado obispo titular de Martyropolis y auxiliar de Santiago. Sin embargo, fue consagrado episcopalmente en 1878. El mismo año recibió, además, el nombramiento de vicario capitular. Debido a aquello era uno de los principales candidatos para ocupar el cargo de arzobispo de Santiago a la muerte del arzobispo Valdivieso. Sin embargo, sus vínculos políticos le impidieron ser nombrado. En 1893 fue nombrado arzobispo titular de Anazarba.

## Vida política
Larraín Gandarillas no solo desarrollaría una fuerte vocación sacerdotal y académica, sino también una gran labor en el espectro político. En 1864, Larraín Gandarillas fue candidato a diputado por Rere, resultando electo. Fue un destacado parlamentario que siempre mantuvo la prudencia y el respeto, aun así de mantener firmes convicciones respecto a los temas de la religión. En 1867 se retiró de la Cámara de Diputados. Durante su vida política le tocó uno de los principales conflictos entre el Estado y la Iglesia y que serían las leyes laicas. Como parlamentario y sacerdote, Larraín Gandarillas fue el líder del conservadurismo político. A pesar de la alianza entre la jerarquía eclesiástica y el Partido Conservador para detener las reformas políticas que tenían como objetivo quitar influencia a la Iglesia en el espectro político, el partido liberal las logró llevar a cabo.

## Retiro
En 1878, cuando falleció el arzobispo Valdivieso, Larraín Gandarillas era uno de los principales candidatos para sucederlo. Sin embargo, Larraín Gandarillas tuvo un papel activo en el fracaso de la candidatura arzobispal de Francisco de Paula Taforó, lo que le valió la animosidad del presidente de la República Domingo Santa María, quien incluso le suspendió sus sueldos. De esta manera la decisión del Consejo de Estado fue otra, asumiendo la arquidiócesis monseñor Mariano Casanova y Casanova en 1886.
Cuando asumió monseñor Casanova, Larraín Gandarillas renunció inmediatamente a sus labores pastorales; sin embargo, siguió su labor académica como rector de la Pontificia Universidad Católica de Chile hasta su muerte, ocurrida el 26 de septiembre de 1897 debido a una pulmonía.
Sus restos descansan en un sarcófago de mármol ubicado en uno de los altares laterales, al fondo de la nave derecha de la Catedral Metropolitana de Santiago.